# Lulu Wilson
Lulu Wilson (Hell's Kitchen, Manhattan, Nueva York, 7 de octubre de 2005) es una actriz estadounidense. Wilson es considerada una reina del grito por sus papeles en las bien recibidas películas de terror Ouija: El origen del mal (2016) y Annabelle: Creation (2017).

## Vida y carrera
Wilson nació y creció en la ciudad de Nueva York, siendo la menor de tres hermanas. Comenzó a actuar a la edad de tres años, haciendo comerciales y demás. Es conocida por haber participado en películas de terror como Líbranos del mal, Ouija: El origen del mal y Annabelle: Creation. También fue elegida para aparecer en la película de Marvel Studios Doctor Strange, pero sus escenas fueron cortadas por falta de tiempo.
Wilson nunca tomó clases de actuación.

## Filmografía
| Año  | Título                      | Personaje                  | Observaciones      |
| ---- | --------------------------- | -------------------------- | ------------------ |
| 2014 | Líbranos del mal            | Christina Sarchie          |                    |
| 2015 | Her Composition             | Victoria                   |                    |
| 2016 | Doctor Strange              | Donna Strange              | Escenas eliminadas |
| 2016 | Ouija: El origen del mal    | Doris Zander               |                    |
| 2017 | Annabelle: Creation         | Linda                      |                    |
| 2017 | Cop and a Half: New Recruit | Karina Murphy              | Directo a video    |
| 2018 | Ready Player One            |                            | Cameo              |
| 2018 | Gone Are the Days           | Sally Anne                 |                    |
| 2018 | Slumber                     | Maya                       |                    |
| 2020 | The Glorias                 | Gloria Steinem adolescente |                    |
| 2020 | Becky                       | Becky Hooper               |                    |
| 2023 | The Wrath of Becky          | Becky Hooper               |                    |

| Año     | Título                         | Personaje               | Observaciones             |
| ------- | ------------------------------ | ----------------------- | ------------------------- |
| 2012    | Louie                          | Niña pequeña            | Episodio: "Barney/Never"  |
| 2014    | The Money                      | Nieta                   | Película para televisión  |
| 2014    | Black Box                      | Catherine Black (joven) | 3 episodios               |
| 2014–15 | The Millers                    | Mikayla Stoker          | Elenco principal          |
| 2015–16 | Inside Amy Schumer             | Varios                  | 3 episodios               |
| 2016    | Teachers                       | Annie                   | Episodio: "Hall of Shame" |
| 2017    | Raised by Wolves               | Yoko Gable              | Película para televisión  |
| 2018    | Sharp Objects                  | Marian Preaker          | Elenco principal          |
| 2018    | The Haunting of Hill House     | Shirley Crain           | Elenco principal          |
| 2023    | The Fall of the House of Usher | Madeline Usher          |                           |